# Katharina Köller

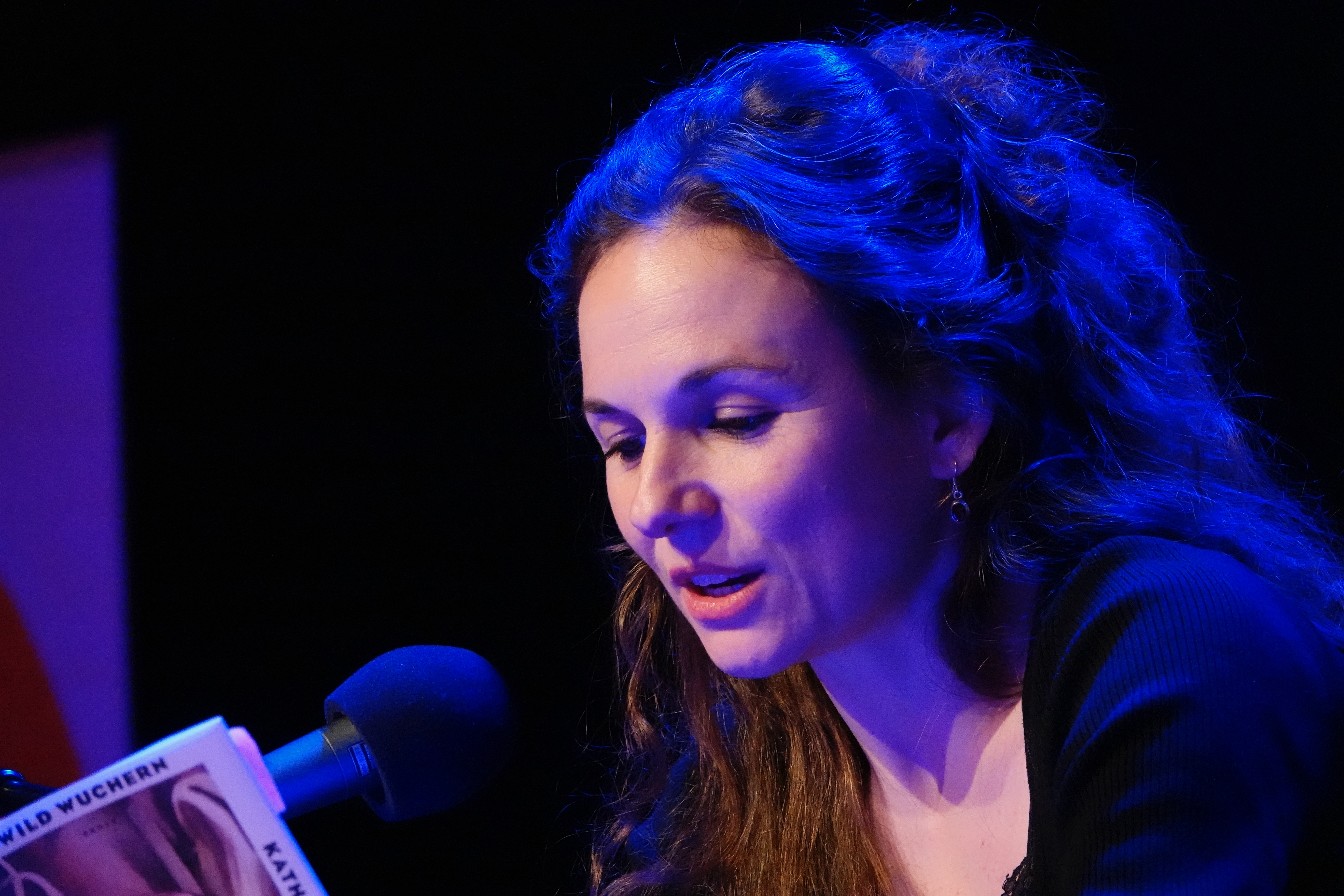
Katharina Köller bei den Münchner Wortspielen 2025

Katharina Köller (* 15. April 1984 in Eisenstadt, Österreich) ist eine österreichische Autorin, Schauspielerin und Theatermacherin.

## Leben
Köller studierte nach der Matura ab 2002 Philosophie an der Universität Wien und beendete das Studium 2011 mit dem Magister. Ab 2007 studierte sie parallel Schauspiel an der Schauspielschule Krauss und schloss das Studium 2011 mit Diplom ab. Seit 2011 arbeitet sie als Autorin und Theatermacherin. Köller gewann 2012 das Dramatiker-Stipendium des Bundesministeriums für Bildung, Wissenschaft und Forschung. Mit der Inszenierung ihres Stücks Frei nach Colette arbeitete sie 2016 erstmals als Regisseurin. Sie war Artist in Residence in Portugal und Litauen. Ihr Werk umfasst überwiegend Theaterstücke. Für ihren Debütroman Was ich im Wasser sah wurde sie 2021 mit dem Phantastik-Preis der Stadt Wetzlar ausgezeichnet.

## Veröffentlichungen

### Romane
- Katharina Köller: Was ich im Wasser sah. Frankfurter Verlagsanstalt, Frankfurt am Main 2020, ISBN 978-3-627-00279-4.
- Katharina Köller: Wild wuchern. Penguin, München 2025, ISBN 978-3-328-60392-4.[4]

### Theaterstücke
- 2012: TARANTATA – Im Zeichen des Oktopus, Schauspielhaus Wien
- 2013: Der perfekte Mann, Mimamusch Festival für Kurztheater, Grazer Orpheum
- 2013: iMan, Schauspielhaus Graz
- 2014: Aus SPASS wird ERNST – Ernst ist jetzt 3 Jahre alt, Lesezeichen Festival Villach
- 2015: Die Erde meiner Mutter, Kosmos Theater Wien
- 2016: Frei nach Colette, Theater Spielraum Wien
- 2017: Der Fisch oder Ophelias Lied, Erstes Wiener Lesetheater
- 2022: Windhöhe, Kulturhof:Villach

## Auszeichnungen
- 2012: Dramatiker-Stipendium des Bundesministerium für Bildung, Wissenschaft und Forschung
- 2021: Phantastik-Preis der Stadt Wetzlar